# 시민덕희
《시민덕희》는 2024년에 개봉한 대한민국의 영화이다.

## 캐스팅

### 주요 인물
- 라미란 : 김덕희 역
- 공명 : 보이스 피싱 업체 송 대리(본명 권재민) 역
- 염혜란 : 봉림 역
- 박병은 : 박형식 역
- 장윤주 : 숙자 역
- 이무생 : 오명환(보이스 피싱 총책) 역
- 안은진 : 애림 역

### 기타 인물
- 권은성 : 훈이 역
- 이주승 : 경철 역
- 성혁 : 대우 역
- 서지후 : 신 형사 역
- 김율호 : 형사 2 역
- 양범 : 첸 역
- David Lee : 공안팀장 역
- 성민수 : 변호사 역
- 김연교 : 진짜 손진영 대리 역
- 김성강 : 공항 손님 역

### 그 외 출연진
- 임하비 : 민지 역
- 문동혁 : 태성 역
- 안소요 : 은미 역
- 이해운 : 기범 역
- 이규호: 덩치 1 역
- 황보정일 : 덩치 2 역
- 배명진 : 덩치 3 역
- 김기무 : 협박팀장 역
- 심완준 : 정보팀장 역
- 문형돈 : 뿔테 역
- 정지호 : 운전자 역
- 김경덕 : 조직원 1 역
- 김민송 : 조직원 2 역
- 정윤하 : 화성은행 직원 1 역

### 특별출연
- 박성근 : 지능팀 팀장 역
- 표창원 : 범죄 전문가 역
- 장정인 :112 상담원 역